# Милорад Додик
Милорад Додик (на сръбски: Милорад Додик) е политик от Република Сръбска, бивш сръбски член на Председателство на Босна и Херцеговина, основател и лидер на СНСД, президент на Република Сръбска (15 ноември 2010 – 19 ноембри 2018 и от 15 ноември 2022 г.) и министър-председател на Република Сръбска в три правителства (31 януари 1998 – 16 януари 2001, 28 февруари 2006 – 15 ноември 2010).
Награден е много пътя с различни държавни и църквени награди и отличия. Почетен председател е на КК Партизан, Белград.

## Детство и образование
Милорад Додик е роден на 12 март 1959 година в град Баня Лука, Социалистическа република Босна и Херцеговина в семейството на Боголюб и Мира Додик. Той живя в Лакташи, където завършва основното си образование. През 1978 година завършва и средното си образование в Баня Лука. След това, висшето си образование завършва във Факултета по политически науки в Белград през 1983 година. 

## Политическа кариера
На политическо поле, Милорад Додик започна като председател на Изпълнителен комитет на Община Лакташи от 1986 до 1990. Преди първите многопартийни избори в Югославия стана член на Съюз на реформските сили на Анте Маркович и в Събрание на СР Босна и Херцеговина стана представител. През Война в Босна и Херцеговина, беше представител в Народно събрание на Република Сръбска. По тази време създаде Клуба на независимите представители и беше опозиция в събранието. След войната и Дейтънското споразумение, през 1996 година създаде Партия на независимите социалдемократи. По-късно партията се съедини с Демократична социалистическа партия. Тогава е станал сегашен Съюз на независимите социалдемократи или СНСД, на кого председник беше Додик.